# Маринченко, Николай Данилович
Николай Данилович Маринченко (1912—1943) — командир стрелкового взвода 457-го стрелкового полка 129-й стрелковой дивизии 63-й армии Брянского фронта. Герой Советского Союза.

## Довоенная биография
Николай Маринченко родился 20 июня 1912 года в слободе Чернянка Чернянской волости Новооскольского уезда Курской губернии (ныне Белгородская область), в семье украинского крестьянина Данилы Маринченко.
Старший ребёнок в семье, Николай с детства искал способы помочь родителям прокормить семью. По воспоминаниям матери, которая прожила долгую жизнь и скончалась только в 1990-х годах, Коля был очень предприимчивым и работящим подростком. Кроме того, он был хорошим певцом и танцором, но имел взрывной характер и, не желая мириться с несправедливостью, всегда давал отпор обидчикам. После окончания семи классов средней школы работал в колхозе имени XVII партсъезда, но из-за низкой зарплаты уехал на шахты Донбасса, где работал забойщиком, а затем десятником.
С 1933-го по 1937-й годы Маринченко проходил срочную службу в рядах Красной армии, где дослужился до звания сержанта. После демобилизации Николай Маринченко вернулся домой, в Чернянку, но вскоре отправился на заработки в Москву, где работал техником-строителем.
2 августа 1937 года Маринченко был арестован по обвинению в хулиганстве, сопротивлении представителям власти и злоупотреблении властью или служебным положением. 16 марта 1938 года Маринченко был приговорён к 10 годам исправительно-трудового лагеря и был этапирован в Ухтпечлаг, где работал техником-строителем на строительстве дороги Ухта-Крутая.

## Участие в Великой Отечественной войне
31 августа 1942 года Маринченко был досрочно освобождён и повторно призван Ухтинским райвоенкоматом Коми АССР в действующую армию. С июля 1942 года Маринченко принимал участие в боевых действиях, сражался под Ленинградом и на Курской Дуге.
12 июля 1943 года в бою юго-западнее села Вяжи-Заречье Орловской области командир взвода 457-го стрелкового полка 129-й стрелковой дивизии лейтенант Маринченко с группой бойцов проник в тыл противника, внеся панику в его ряды. Заняв круговую оборону, взвод Маринченко одновременно отрезал немцам путь отхода и устроил засаду для подходящего подкрепления противника. Пока основные силы батальона вели бой в траншеях, взвод Маринченко сражался против подошедших из деревни Большой Малиновец резервов врага. Уничтожив противника, батальон вступил в бой за господствовашую над местностью высоту, где противник закрепился с двумя 75-миллиметровыми орудиями. Незаметно зайдя с правого фланга Маринченко со своим взводом нанёс удар из автоматов по немецким расчётам, обратив противника в бегство. В том бою лейтенант Маринченко лично уничтожил 57 немецких солдат и офицеров, но и сам получил смертельное ранение.
Указом Президиума Верховного Совета СССР от 27 августа 1943 года за высокое мужество, героизм и умелые боевые действия лейтенанту Маринченко Николаю Даниловичу посмертно присвоено звание Героя Советского Союза с вручением медали «Золотая звезда» и ордена Ленина.
Похоронен в селе Грачёвка Залегощенского района Орловской области.

## Память
- В пгт Чернянка установлен бюст героя и его именем названа улица.
- Перед входом в школу, где учился Маринченко, установлена мемориальная доска.
- Его имя носит улица в городе Орёл.
- В городе Ухта 8 мая 2010 г. была установлена мемориальная доска на здании городского военного комиссариата.
- Памятная доска установлена на здании Ухтинского историко-краеведческого музея, улица Мира, 5Б.

Памятная доска на здании Ухтинского историко-краеведческого музея.
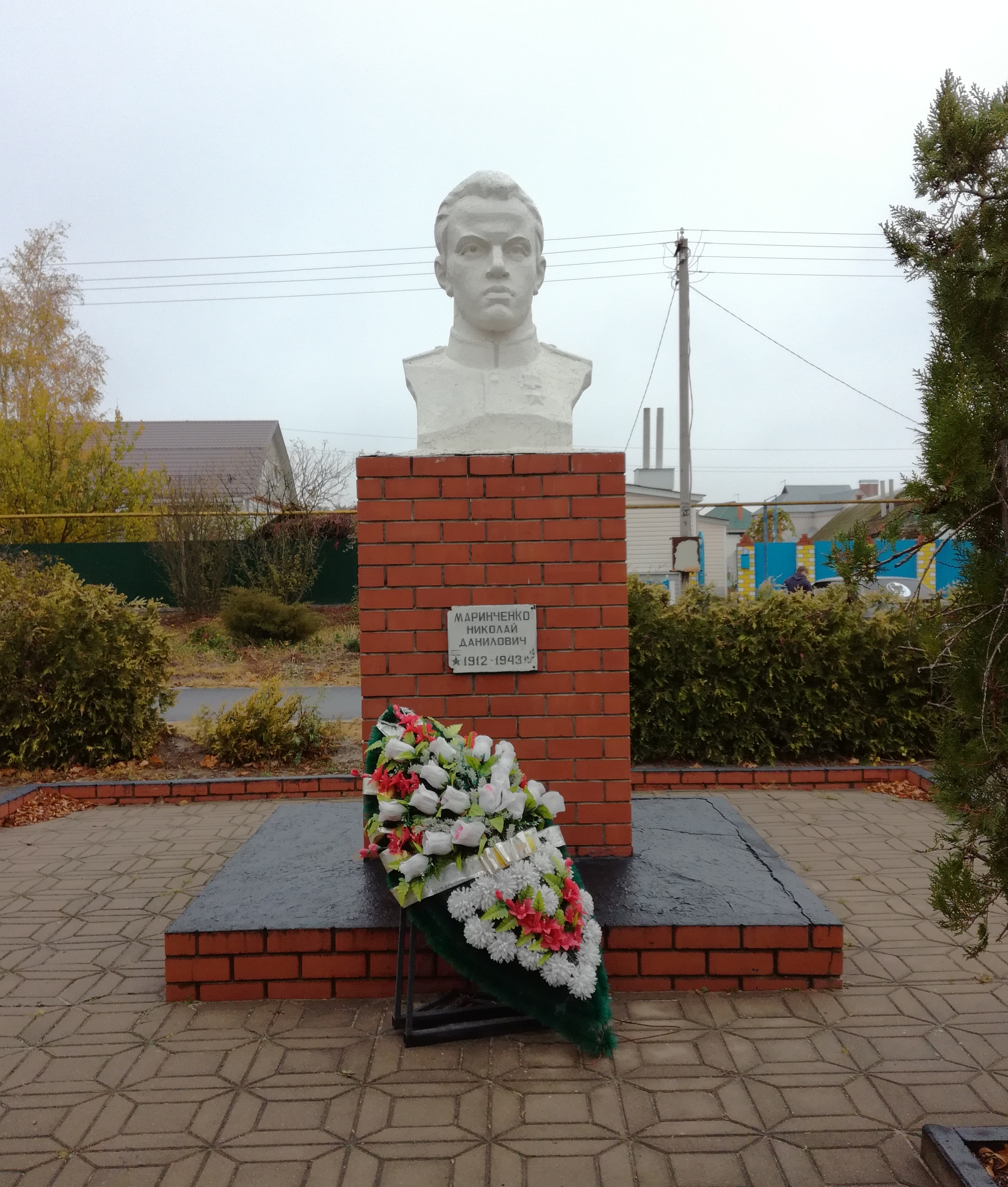
Памятник в посёлке Чернянка на улице, названной в его честь